# 大屋満
大屋 満（おおや みつる、1928年3月1日 - ）は、日本の俳優。神奈川県鎌倉市出身。松竹、東宝、日劇ミュージックホール、川上事務所に所属していた。

## 出演作品

### 映画
- 若旦那奮戦す（1960年） - 清吉
- 河内風土記 続おいろけ説法（1961年） - 米吉
- 日本一のホラ吹き男（1964年） - 郵便配達夫
- 宇宙大怪獣ギララ（1967年）
- ドリフターズですよ!盗って盗って盗りまくれ（1968年） - ピンク映画の監督
- 喜劇 駅前火山（1968年） - 巡査
- ドリフターズですよ!特訓特訓また特訓（1969年） - 農協役員
- いい湯だな 全員集合!!（1969年） - 主任
- しあわせの一番星（1974年） - 警官

### テレビドラマ
- やりくりアパート 第88話（1959年）
- 頓馬天狗（1959年 - 1960年）
- 三等兵物語〜あゝあの花よいつ開く〜（1960年）
- お月さまとボロ靴（1960年）
- 珍撃二丁拳銃（1960年）
- ただいま昼休み（1962年）
- まり子の七夕まつり（1962年）
- 夫婦百景 第220話「駅弁夫婦」（1962年）
- おれの番だ! 第9作「口から出まかせ」（1965年）
- 快獣ブースカ 第42話「物体Xコロリン」（1967年） - 遊覧船の受付係
- マイティジャック（1968年） - 富井満隊員
- コメットさん 第60話「妖怪大行進」（1968年） - 酒屋
- 裸の大将放浪記 第26作「清のくれた幸せの星砂」（1988年）

### 舞台
- 喜劇人祭
- 人生の賛歌
- 団五郎一座
- 夜はピンクのファンタジー

| スタブアイコン | サブスタブ | この項目は、まだ閲覧者の調べものの参照としては役立たない、俳優（男優・女優）に関連した書きかけの項目です。この項目を加筆・訂正などしてくださる協力者を求めています（P:映画/PJ芸能人）。 |